# Burkvart
Burkvart (německy Burgward, nebo Burgwart) je termín z přelomu 10. a 11. století, který označuje území, v jehož středu stál hrad (Burgwardsmittelpunkt) s obrannou a lenní funkcí pro přilehlé poddané vesnice. Výraz má původ ve staré saštině.